# Dotalabrus alleni

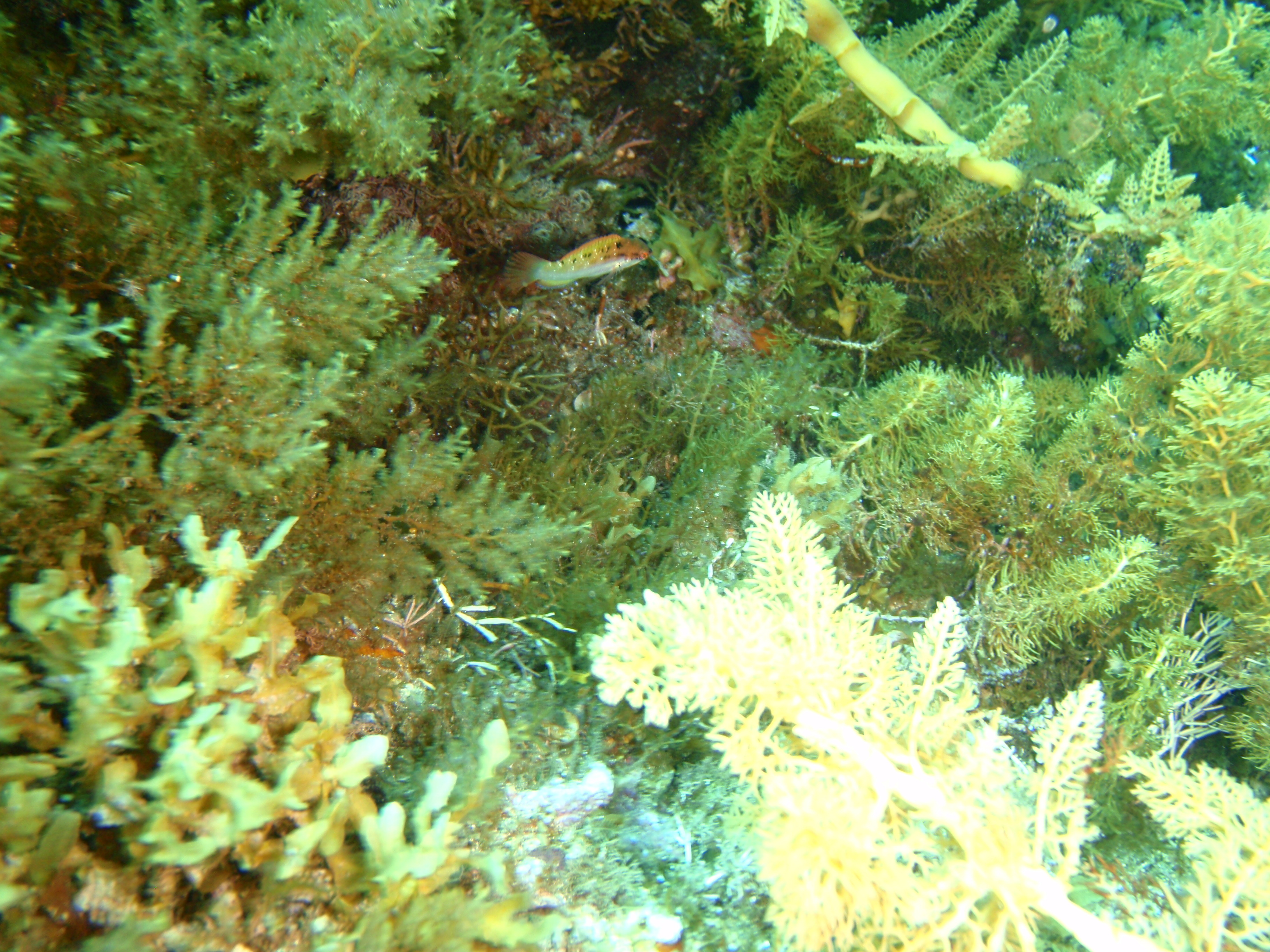
Esemplare femminile nel nord-est di Mondrain Island

Dotalabrus alleni Russell, 1988 è un pesce di acqua salata appartenente alla famiglia Labridae.

## Distribuzione e habitat
Proviene dalle barriere coralline dell'est del oceano Indiano, in particolare da Rottnest Island e dalla costa est dell'Australia. Nuota fino a 15 m di profondità in zone spesso ricche di vegetazione acquatica, con fondali rocciosi.

## Descrizione
Presenta un corpo compresso lateralmente, allungato, di forma quasi ovale. La testa ha un profilo abbastanza appuntito. La colorazione è prevalentemente verde. Questa specie è più piccola dell'altra appartenente al genere Dotalabrus, D. aurantiacus, infatti la lunghezza massima registrata è di 8,4 cm per i maschi e 8,1 per le femmine.
I maschi adulti sono abbastanza colorati, verdi con diverse macchie chiare sul dorso e delle striature azzurre sul ventre. Sempre sul dorso, nella parte posteriore, è presente una striscia tendente al giallastro, macchiata di nero. In vicinanza del peduncolo caudale il ventre tende all'arancione, sul davanti all'azzurro. Le pinne non sono particolarmente ampie né allungate e sono rosse a macchie azzurre con il bordo azzurro. La pinna caudale non è biforcuta.

## Biologia

### Comportamento
Nuota in piccoli banchi composti da un solo maschio dominante e diverse femmine.

### Alimentazione
È carnivoro.

## Conservazione
Questa specie viene classificata come "a rischio minimo" (LC) dalla lista rossa IUCN perché è diffusa in diverse aree marine protette e non sembra essere minacciata da particolari pericoli.